# 11242 Франспост
11242 Франспост (11242 Franspost) — астероїд головного поясу, відкритий 25 березня 1971 року.
Тіссеранів параметр щодо Юпітера — 3,597.